# Timmenrode
Timmenrode is een plaats en voormalige gemeente in de Duitse deelstaat Saksen-Anhalt, en maakt deel uit van de Landkreis Harz.
Timmenrode telt 1.068 inwoners.